# Mirian Patiño
Mirian Lucila Patiño Arce (Lima, 28 de março de 1990) é uma voleibolista indoor peruana, atuante na posição Líbero, com marca de alcance de 275 cm no ataque e 270 cm no bloqueio, que atuando pela Seleção Peruana conquistou a medalha de bronze na edição do Campeonato Sul-Americano de 2017 na Colômbia e foi semifinalista na Copa Pan-Americana de 2017 no Peru. Em clubes possui uma medalha de prata no Sul-Americano de 2013 no Peru e de bronze em 2018 no Brasil, além de ser semifinalista nos anos de 2022 e 2023.

## Carreira

### Clubes
Iniciou a carreira no [[[lub Defensor Túpac Amaru|Túpac Amaru]]] em 2009 e perdurou o vínculo até 2012. Na temporada 2013 transferiu-se para o Universidad César Vallejo e conquistou  o bronze da Liga Superior do Peru de 203-14 e na temporada de 2014-15 também, e a medalha de prata no Sul-Americano de Clubes de 2013 em Lima.
Na temporada 2018-19 terminou na quinta posição na Liga Superior Peruana e foi premiada como a melhor líbero
A partir de 2015 passou a ser atleta do Regatas Lima, sendo  vice-campeã nacional de 2015-16, depois foi campeã da Liga Superior de 2016-17 e sendo premiada como melhor líbero., foi terceira colocada na Liga Superior de 2017-18 e tricampeonato nacional de 2020-21, 2021-22 e 2022-23.

### Seleção Principal
Em 2017, conquistou o quarto lugar na Copa Pan-Americana sediada nas cidades de Lima e  Cañete, sendo premiada como melhor recepção e melhor líberoe também disputou o Campeonato Sul-Americano de 2017 em Cáli e conquistou a medalha de bronze., também foi convocada em 2018

## Títulos e resultados

### Clubes
- Campeonato Peruanoː2012-13, 2016-17, 2020-21, 2021-22 e 2022-23
- Campeonato Peruanoː2015-16
- Campeonato Peruanoː2013-14, 2014-15, 2017-18
- Copa do Peru ː2020-21
- Campeonato Sul-Americano de Clubes 2022
- Campeonato Sul-Americano de Clubes 2023
- Copa Itália - CSI:2019-20
- Copa Nacional de Voley Movistar:2020

### Seleção Peruana
- Copa Pan-Americana 2017

## Premiações individuais
- Melhor Recepção do Campeonato Sul-Americano de Clubes de 2013
- Melhor Líbero do Campeonato Peruano de 2016-17
- Melhor Líbero da Copa Pan-Americana de 2017
- Melhor Recepção da Copa Pan-Americana de 2017

- Melhor Líbero do Campeonato Peruano de 2018-19
- Copa Nacional de Voley Movistar de 2020 - Melhor Líbero
- Melhor Líbero do Campeonato Peruanoa de 2021-22
- Melhor Recepção do Campeonato Peruanoa de 2022-23
- Melhor Líbero do Campeonato Peruano de 2022-23
- Melhor Líbero do Campeonato Sul-Americano de Clubes de 2023